# Ailly-le-Haut-Clocher
Ailly-le-Haut-Clocher – miejscowość i gmina we Francji, w regionie Hauts-de-France, w departamencie Somma.
Według danych na rok 2011 gminę zamieszkiwało 907 osób, a gęstość zaludnienia wynosiła 84 osoby/km² (wśród 2293 gmin Pikardii Ailly-le-Haut-Clocher plasuje się na 354. miejscu pod względem liczby ludności, natomiast pod względem powierzchni na miejscu 398.).

## Współpraca
Miejscowość partnerska:
- Fexhe-le-Haut-Clocher, Belgia